# Pierre Berthier
Pierre Berthier (Nemours, 3 de julho de 1782 — Paris, 24 de agosto de 1861) foi um geólogo e mineralogista francês.
Estudou na École Polytechnique, onde doutorau-se em 1798. Em 1801 seguiu para a École des Mines, onde foi engenheiro. Descobriu em 1821 em Les Baux-de-Provence um mineral, que foi denominado de acordo com sua localização bauxita. Em 1827 encontrou e descreveu um outro mineral, denominado em sua homenagem berthierito. Suas investigações sobre o fosfato foram fundamentais para o desenvolvimento da agricultura, contribuindo para o desenvolvimento do fertilizantes.
Foi eleito em 1825 para a Académie des Sciences, e em 1828 foi cavaleiro da Legião de Honra (França). É um dos 72 nomes perpetuados na Torre Eiffel.